# Основная партия обновления и демократии
Основная партия обновления и демократии (нидерл. Basispartij voor Vernieuwing en Democratie) — политическая партия в Суринаме. Лидер партии Дилип Сарджай. Основным электоратом партии являются индуисты Суринама. 

## История
Партия была основана в 1996 году, после раскола в Прогрессивной реформистской партии. Тогда из Прогрессивной реформистской партии вышла группа диссидентов «Движение за демократию в ПРП». На основе этой группы во главе со спикером парламента Джейджернатом Лачмоном и была сформирована Основная партия обновления и демократии. На выборах  23 мая 1996 года партия шла в составе коалиции «Новый фронт за демократию и развитие». В результате этих выборов партия получила пять мест в Национальной ассамблее Суринама. Главная партия обновления демократии получила пять министерских портфелей в коалиционном правительстве. 
- Фарид Пирхан — министр иностранных дел[4].
- Атта Мунгра — министр финансов;
- Ричард Каллое — министр общественных работ;
- Тян Гобардхан — министр образования;
- Претаап Радейкишан — Вице-президент и председатель совета министров[5][6].

При этом Джейджернатом Лачмон, не имевший поста в министерстве, был избран главой партии в июле 1996 года. Несколько месяцев спустя он ушёл в отставку так как ему не нашлось места в правительстве. После ухода Лачмона главой партии стала Атта Мунгра, которая в конце 1997 года также покинула партию и образовала в 1998 году партию Союз прогрессивных суринамцев. После ухода Мунгры главой партии был Тян Гобардхан. На внеочередных выборах 2000 года партия не получила ни одного места в Национальной ассамблее. На выборах 2005 года партия шла в составе коалиции «Народный альянс за прогресс» и получила одно место в парламенте. С 2007 года главой партии является Дилип Сарджай. В 2010 году Главная партия обновления демократии вступила в коалицию «Мега-комбинация», однако из-за трений с Национальной демократической партией Суринама вынуждена была покинуть коалицию. После этого объединившись с  Политическим крылом ФАЛ получили 12043 голосов избирателей (5,07%), что однако не позволило им получить ни одного места в Национальной ассамблее.